# 료이시역
료이시역(일본어: 両石駅)은 일본 이와테현 가마이시시에 위치한 동일본 여객철도 야마다 선의 철도역이다. 단선 승강장 1면 1선의 구조를 갖춘 지상역이다.

## 역 주변
- 국도 제45호선
- 아이노하마 해수욕장

## 역사
- 1951년 7월 23일 : 가정거장으로서 개업.
- 1954년 9월 1일 : 가정거장에서 역으로 승격.
- 1987년 4월 1일 : 일본국유철도 분할 민영화에 의해, 동일본 여객철도가 승계.
- 2011년 3월 11일 : 동일본 대지진 피해 영향으로 인해 영업 중단.

## 인접 역
| 동일본 여객철도 야마다 선 | 동일본 여객철도 야마다 선 | 동일본 여객철도 야마다 선 |
| ------------------------- | ------------------------- | ------------------------- |
| 우노스마이 모리오카 방면  | ■ 야마다 선               | 가마이시 가마이시 방면    |